# Année de la physique

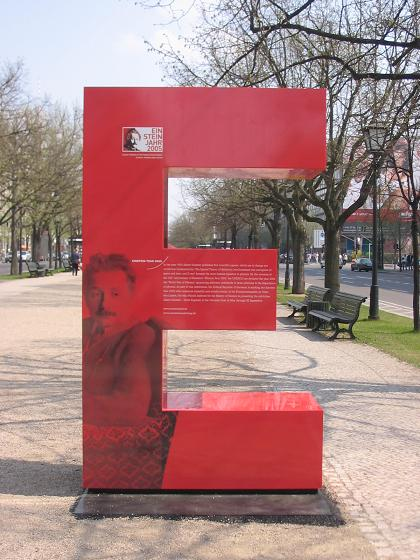
Installation artistique à Berlin, mise en place pour célébrer Einstein durant l'Année de la physique.

Exactement cent ans après la parution des travaux révolutionnaires d'Albert Einstein, l'année 2005 a été choisie pour célébrer les sciences physiques dans le monde entier, à l'initiative de l'Union internationale de physique pure et appliquée (IUPAP) et de l'European Physical Society (EPS).
Sur trois thèmes fondamentaux - le quantum de lumière, la relativité et le mouvement brownien - ces travaux ont en effet ouvert la voie à pratiquement tous les développements de la physique du XXe siècle.
L'année 2005 a été déclarée « année mondiale de la physique » par l'UNESCO et "année internationale de la physique" par l'ONU. Au-delà de la commémoration d'une grande figure de la physique du XXe siècle, l'objectif de cette action était aussi de faire connaître à un public le plus large possible les progrès, l'importance et les enjeux de ce grand pan de la science.

## Organisation en France
Placées en France sous la responsabilité d'un Haut Comité de parrainage (voir ci-contre), les manifestations sont coordonnées par un comité de pilotage qui réunit des représentants de la Société française de physique, du ministère délégué à la Recherche et aux nouvelles Technologies et des organismes de recherche.
Haut Comité de parrainage :
- Claude Cohen-Tannoudji : prix Nobel de physique, président
- Pierre-Gilles de Gennes : prix Nobel de physique
- Georges Charpak : prix Nobel de physique
- Jean-Marie Lehn : prix Nobel de chimie
- Étienne-Émile Baulieu : président de l'Académie des sciences
- Jean Dercourt : secrétaire perpétuel de l'Académie des sciences
- Jean-Claude Lehmann : président de l'Académie des technologies
- Alain Connes : médaille Fields

## Objectifs de la manifestation
- Améliorer le quotidien et répondre aux défis de la société

Au-delà de la commémoration des travaux d'Einstein, il s’agit de faire connaître les avancées et l’importance de la physique et de ses applications. On a un peu vite oublié que les transistors, les ordinateurs, les lasers et l’imagerie médicale sont de purs produits des dernières décennies de recherche fondamentale dans les laboratoires de physique, là où s’élaborent aujourd’hui les matériaux nouveaux et les technologies de l’information de demain. La physique travaille aussi pour trouver des solutions aux problèmes majeurs de notre société : énergie, environnement, santé.
- S’instruire et se faire plaisir en apprenant de la physique

L’année 2005 était l’occasion de réfléchir à l’image que la physique donne d’elle-même. C’est une matière réputée difficile, dont l’apprentissage suppose la maîtrise d’outils mathématiques. Combattre le relatif désintérêt actuel dans la jeunesse, en particulier féminine, pour les carrières scientifiques est un enjeu national et même mondial.
- Apporter des réponses aux grandes interrogations de la recherche

L’année 2005 était aussi l’occasion de lancer un débat prospectif sur les grands enjeux de la recherche. Des pistes entièrement nouvelles sont ouvertes par les progrès spectaculaires dans l’infiniment petit des particules tout comme dans l’infiniment grand du cosmos ou dans l’infiniment complexe des états de la matière. Il y a aujourd’hui de grandes énigmes touchant au cœur des lois fondamentales de l’Univers, de la matière et de la vie. L’histoire des sciences nous a habitués aux rebondissements imprévus : le XXIe siècle devrait aussi réserver bien des surprises.
- Cultiver et écouter le public, contribuer au progrès dans le monde

Les débats concerneront enfin les enjeux sociaux qui accompagnent la pratique de la physique et d’une manière plus générale la science. Ses avancées prodigieuses ne sont pas toujours perçues comme des progrès, même dans les sociétés démocratiques fondées sur la rationalité. La physique et ses applications auront un rôle de plus en plus important à jouer dans la progression nécessaire des pays en développement. Les physiciens ne doivent pas sous-estimer leurs responsabilités éthiques. Une réflexion doit associer tous les acteurs du champ de la physique aux représentants de la société.